# Kano
Kano je třetí největší město Nigérie a hlavní město stejnojmenného federálního státu Kano. Žije zde přibližně 4,35 milionu obyvatel. Je to také sídlo emíra z Kana, který je váženou osobou, ale jeho politický význam je spíš tradičního a ceremoniálního charakteru. Město se rozkládá na ploše o rozloze 499 km².

## Název
Kano bylo původně známé pod názvem Dala, který získalo podle nedalekého kopce. Do současné podoby se změnilo někdy na počátku 16. století.

## Historie

### Středověké město

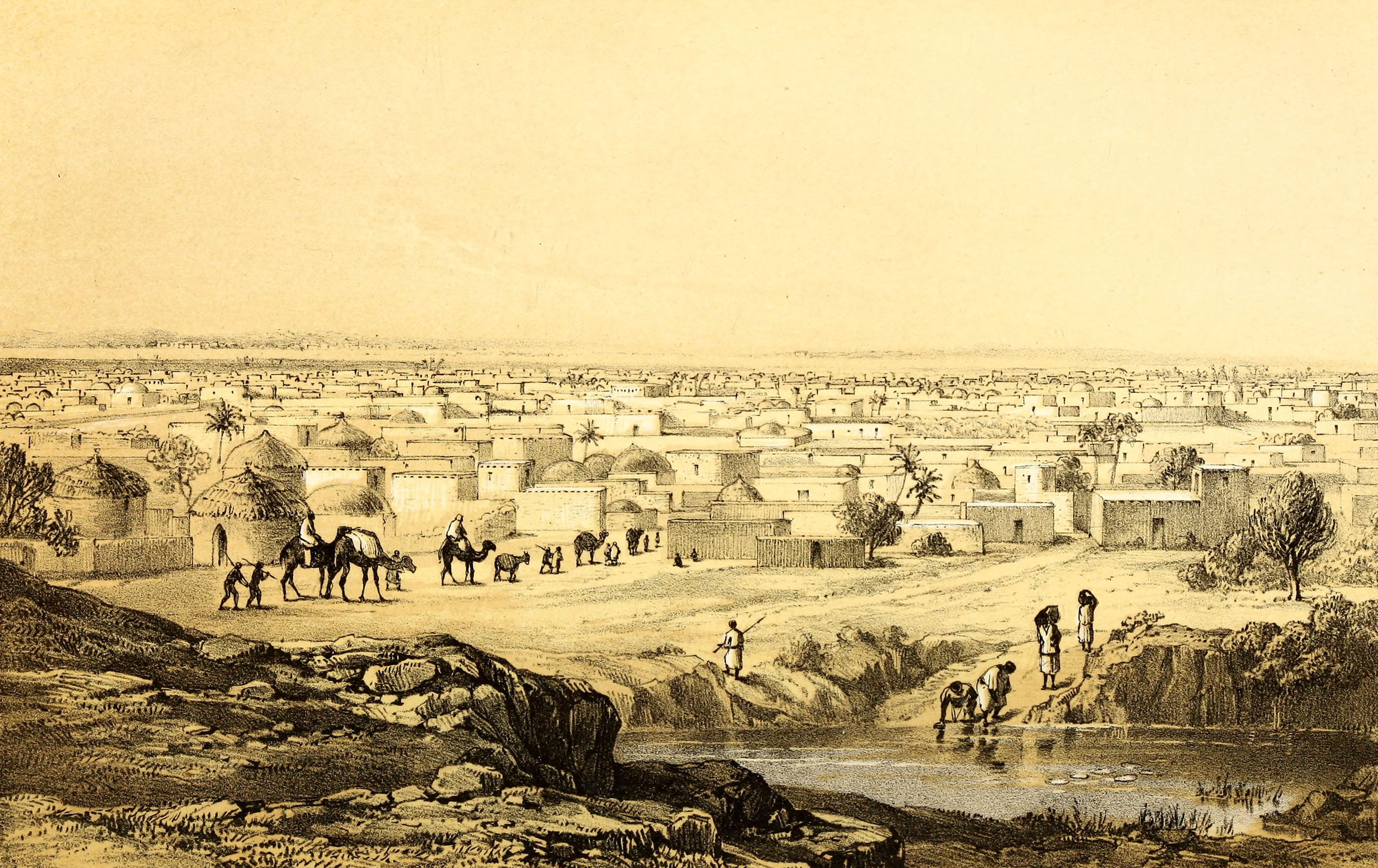
Kano v roce 1857

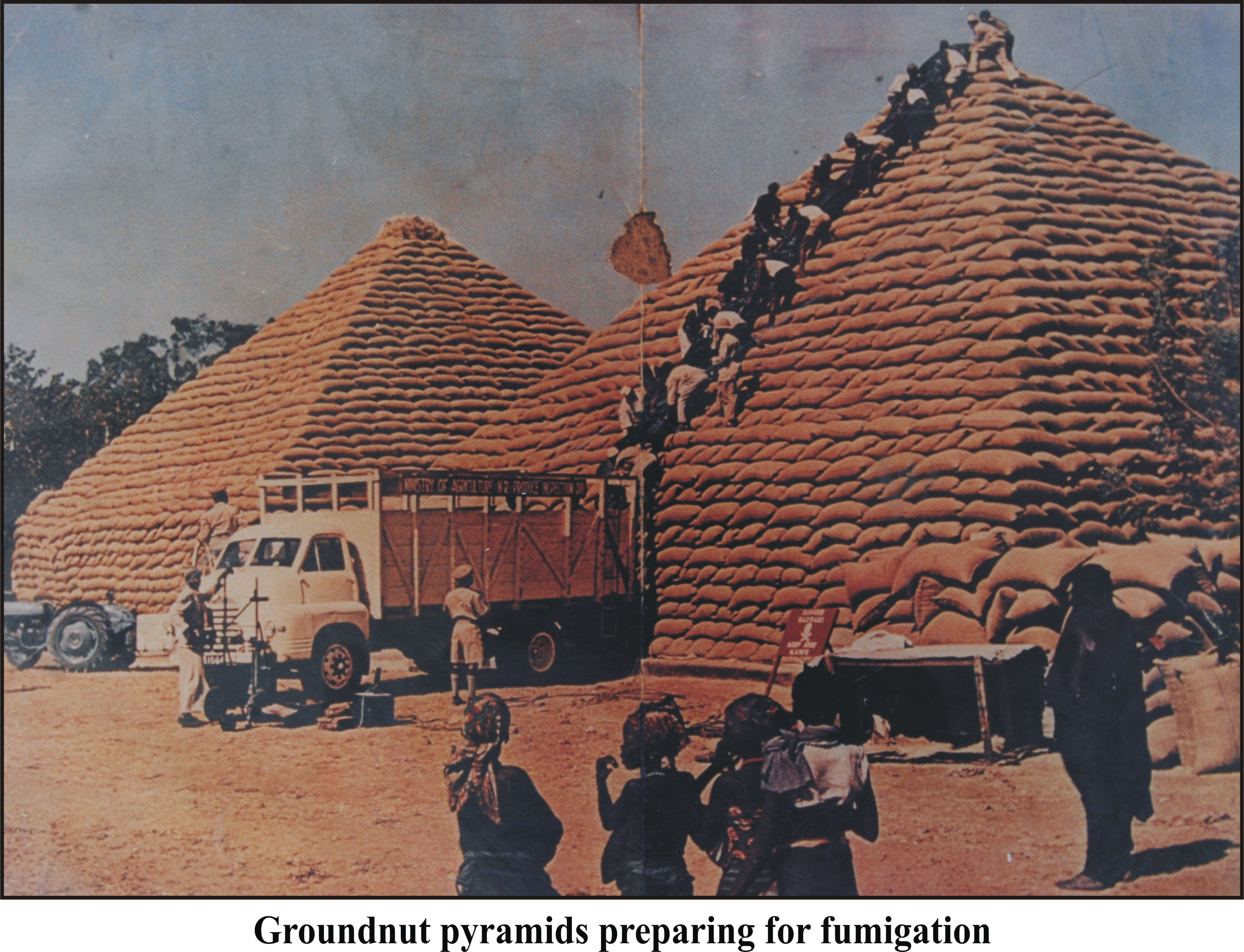
Pytle s arašídy vyrovnané do podoby jehlanů připravené k naložení

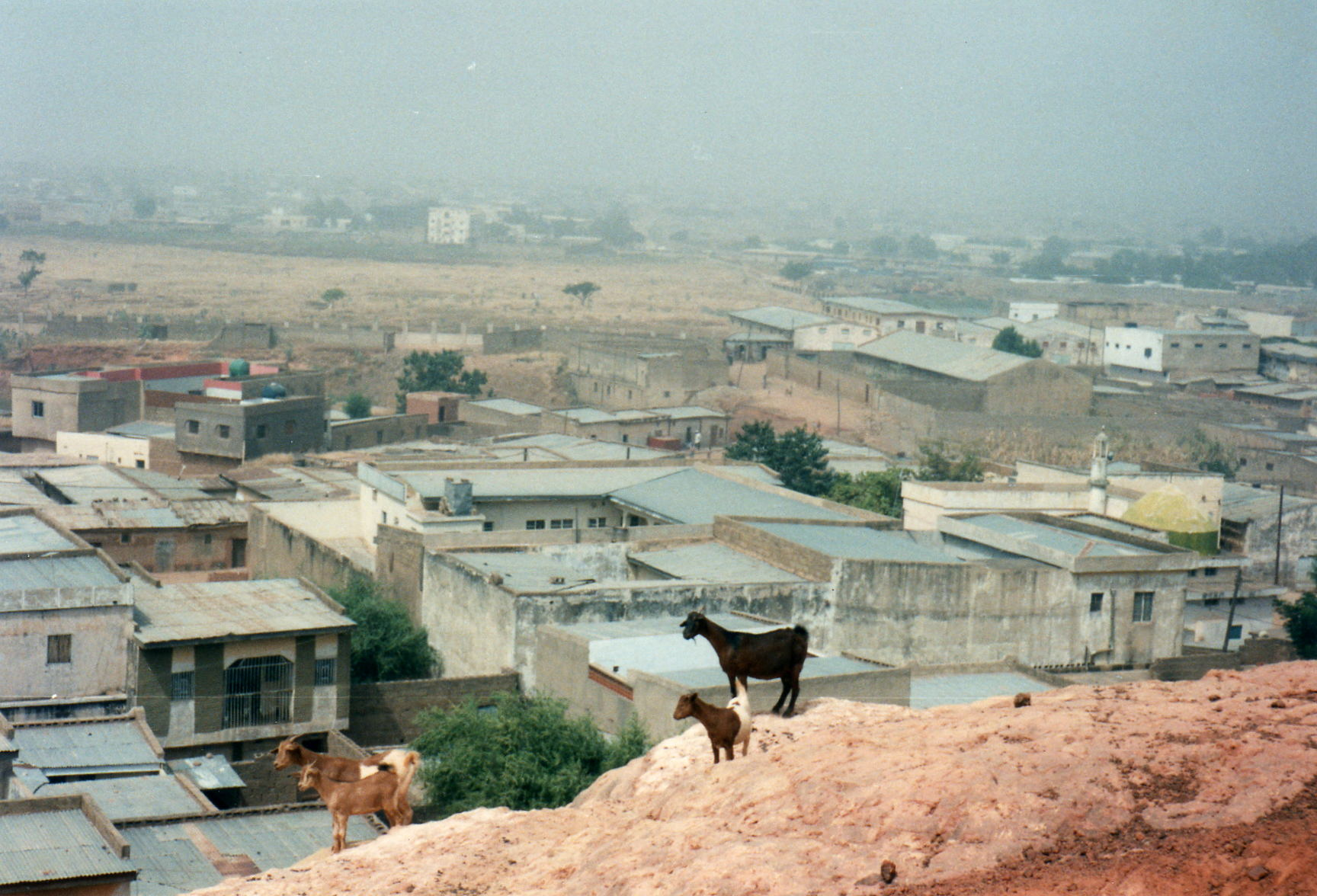
Kano v roce 1995

V místě současného města vzniklo souvislé osídlení především díky obchodu s karavanami, které putovaly z oblasti dnešní Nigérie přes poušť Saharu dále na sever až k pobřeží Středozemního moře. Podle prvních záznamů existovalo již v 9. století. Střed města leží na již zmíněném vrcholku Dala Hill. Ve středověku zde existovalo Království Kano; monarchie, jíž bylo město metropolí a díky které se dokázalo rozvíjet dlouho před příchodem evropských kolonizátorů.
Místní legendární hradby byly budovány nejspíše ve 12. století a jejich vznik inicioval třetí panovník uvedeného království, Gijimasu. Dokončeny byly až za vlády jeho vnuka, krále Tsarakiho.
Za panování krále Rumfy byl rozšířen králův palác a došlo k významnější islamizaci Kana. Rozvíjela se zde rovněž i vzdělanost, působili zde různí učitelé a vzdělanci, které nechal Rumfa pozvat. Tradiční zde byla výroba obuvi a látek; rozšířené bylo barvení látek v jámách s barvivy.
V 19. století dokázali království Kano porazit Fulbové. Město tehdy patřilo k nejbohatším částem zanikající monarchie. Noví vládci ale přinesli řadu těžkostí. Kano zasáhlo několik hladomorů, např. v letech 1847, 1855, 1863, 1873, 1884 a potom na přelomu let 1889 až 1890.
Obyvatelstvo města před příchodem evropských kolonizátorů bylo z hlediska etnického velmi homogenní, tj. zastoupeny byly různé národnosti. Žili zde např. Touaregové apod.
V roce 1851 město zdokumentoval německý cestovatel Heinrich Barth. Zapsal si, že Kano má hliněné městské hradby a že v něm žije asi třicet tisíc lidí. Povšiml si i místního trhu, který popsal jako rozsáhlé bludiště, kde bylo možné pořídit cokoliv od otroků až po potraviny. Rovněž si povšiml značného množství zotročeného obyvatelstva v celém Kanu.

### Britská kolonie
Roku 1903 po boji mezi Sokotským sultanátem a Velkou Británií bylo město inkorporováno do britské kolonie. Stalo se na nějakou dobu hlavním městem její severní správní jednotky. Sídlo bylo přesunuto z nedaleké Lokoji.
V roce 1906 sem byla vybudována první moderní silnice a roku 1911 i první železnice, která byla přivedena z města Baro. Město se rozrostlo do podoby nových čtvrtí (Nasarawa, Bompai), které doplnila nová tržiště. Protože nádraží bylo umístěno východně od historického města, odvíjela se veškerá stavební aktivita dané doby východně od bran středověkého Kana.
Ani Britové však nedokázali zamezit řadě hladomorů, které Kano v první polovině 20. století postihly. Z ekonomického hlediska se zde rozšířil obchod s arašídy. Nové příležitosti umožnily vzestup několika málo obchodníků směrem k ohromnému bohatství. Patřil mezi ně např. Alhassan Dantata. Jeho rodina se stala velmi váženou a ekonomicky aktivní i do současné doby.
V roce 1953 došlo v Kanu k nepokojům, které se týkaly možného odtržení některých částí Nigérie. Rozbroje trvaly čtyři dny a vyžádaly si několik mrtvých. Vzbouřenci žádali udržení britské vlády, která by zabránila odtržení.

### Nezávislá Nigérie
Roku 1963 se stal emírem Kana Ado Bayero. O čtyři roky později zde byl ustanoven stejnojmenný stát a město se stalo jeho centrem. Spravoval jej vojensko-policejní komisař. Hlavním jeho úkolem bylo zlepšit především zcela žalostnou infrastrukturu (především silniční) a také zajistit zásobování vodou. Po nástupu civilní vlády byl správcem Abubakar Rimi. Vznikaly i nové instituce; Federální vysoká škola (anglicky Federal College of Education) otevřela svoje brány roku 1961, univerzita v roce 1973, polytechnická škola roku 1987. V roce 1982 zde začala také vysílat televize.
Živelný rozvoj města probíhal především v druhé polovině 20. století, a k jeho závěru dosáhl počet obyvatel více než jednoho milionu. Tempo růstu překonalo veškerá očekávání místních úřadů i připravené plány a projekty. Sestěhovávali se sem hlavně chudí vesničané z okolí, kteří hledali snažší živobytí a práci. Plocha města se zvyšovala o 25 % ročně. Počet obyvatel potom rostl dvouprocentním tempem.
V roce 1980 zde radikální muslimský duchovní Mohammed Marwa Maitatsine rozpoutal vzpouru, při které musely zasahovat státní bezpečnostní složky. Při ní byl nakonec zastřelen. 
Roku 2000 bylo ve městě zavedeno právo šaría. Po uvedené události řada obyvatel nemuslimské víry, především křesťanů, Kano opustila. Při násilnostech, které zavedení tohoto práva provázely, zemřelo několik desítek lidí.

### 21. století
Na počátku 21. století nebyla do všech domácností v Kanu zavedena voda; časté je prodávání vody i pitné pouličními prodejci. Jednalo se o obdobné případy, které byly zjištěny z Indie nebo z Latinské Ameriky.
V roce 2007 došlo v Kanu k násilnostem, které vyvolaly místní volby a obavy z jejich zfalšování. Zatčeno bylo na 300 lidí a 25 zabito. Několik budov vyhořelo, včetně jedné policejní stanice, islámského centra a budov místní samosprávy. Do města byla rozmístěna nigerijská armáda v počtu 280 mužů.
V lednu 2012 došlo v Kanu k sérii bombových útoků, které si vyžádaly 162 životů. Cílem byly hlavně policejní stanice a imigrační centra. Odpovědnost za útoky převzala organizace Boko Haram. V dalších útocích byly cílem kostely nebo vysoká škola. K několika dalším teroristickým útokům zde došlo v březnu 2013, květnu 2014, listopadu 2014 a únoru 2015. Sklad zbraní zde měla i libanonská organizace Hizballáh.
V 3. dekádě 21. století byla budována především dopravní infrastruktura, a to v podobě nových silnic, dálnic a křižovatek, které mají za úkol pojmout stále intenzivnější dopravu ve městě. K tomu přispěly příjmy z ropy, které byly v předcházející dekádě v Nigérii vyšší, než obvykle. Z hlediska životní úrovně je však tato na stále velmi nízké úrovni, což se projevuje i přetrvávajícími problémy s podvýživou dětí a výskytem malárie. Roku 2017 probíhalo jednání s Čínskou lidovou republikou ohledně výstavby příměstské železniční sítě o čtyřech tratích, která by ulevila místní přetížené dopravě.

## Přírodní, klimatické poměry a poloha
Kano je situováno na severu země, severovýchodně od města Kaduna a zhruba 440 km od hlavního města Nigérie Abuji. 900 km severně od Kana začíná poušť Sahara. Nadmořská výška zde činí 488 metrů nad mořem. 
Kano se rozkládá jižně od Sahelu v savanové krajině. Teploty se zde pohybují v rozsahu od 21 stupňů Celsia v lednu do 31 stupňů Celsia v dubnu. Prší především v období od července do září, kromě toho se zde mohou vyskytovat i písečné bouře. Roční úhrn srážek zde dosahuje okolo 980 mm. 
Jižně od Kana protéká řeka Hadeija a severně potom řeka Jakara. Některé další vodní toky se do ní vlévají a společně ústí v Čadském jezeře.

## Obyvatelstvo
Z hlediska národnostního se velká část obyvatel Kana hlásí k hauskému etniku, zastoupeni jsou rovněž Fulbové.
Obyvatelstvo je v drtivé většině muslimské víry. Ve státě Kano platí právo šaría. Je zde ale i několik kostelů, které slouží různým církvím, jenž na území Nigérie působí.

## Kultura

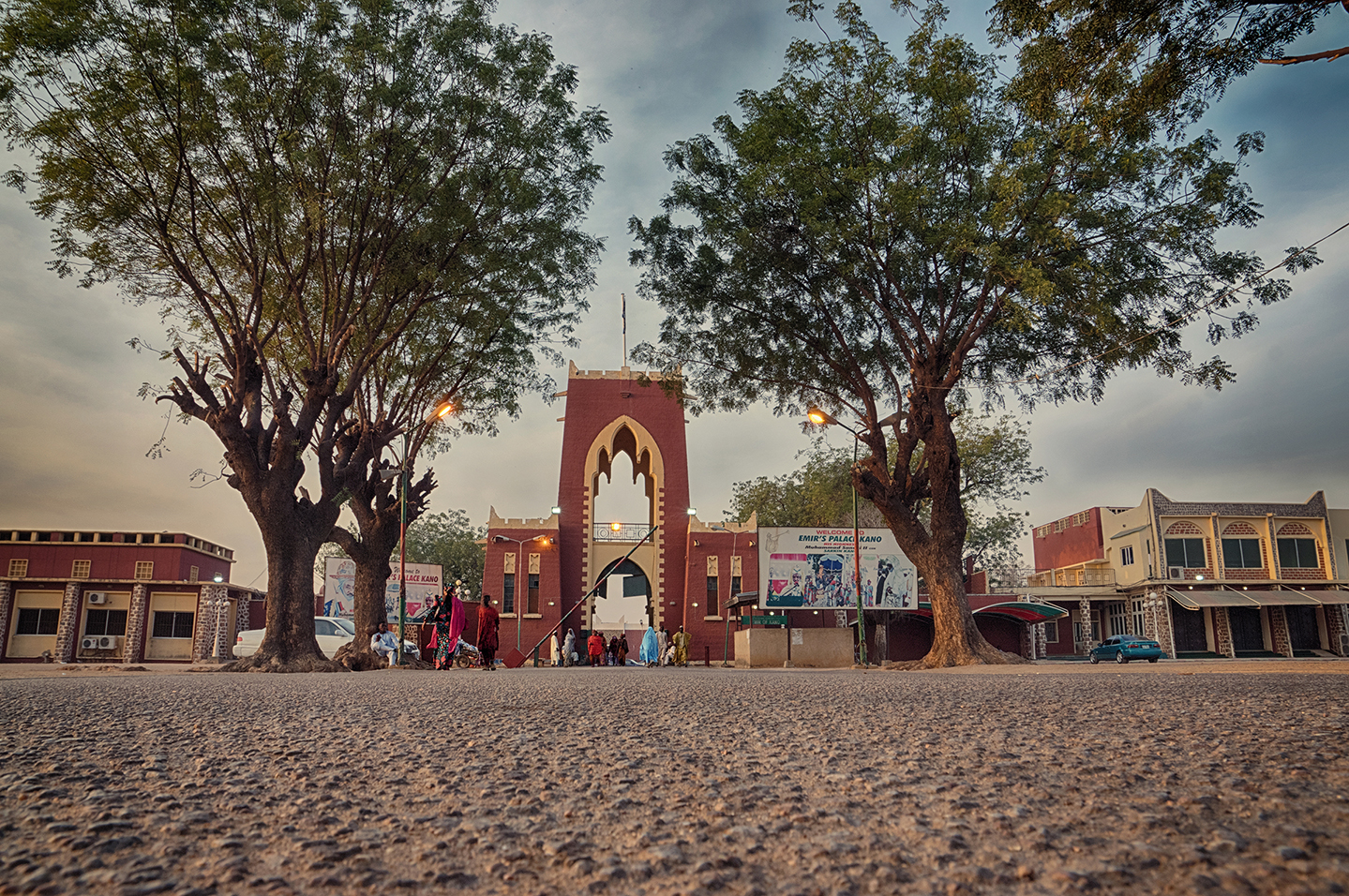
Emírův palác v Kanu

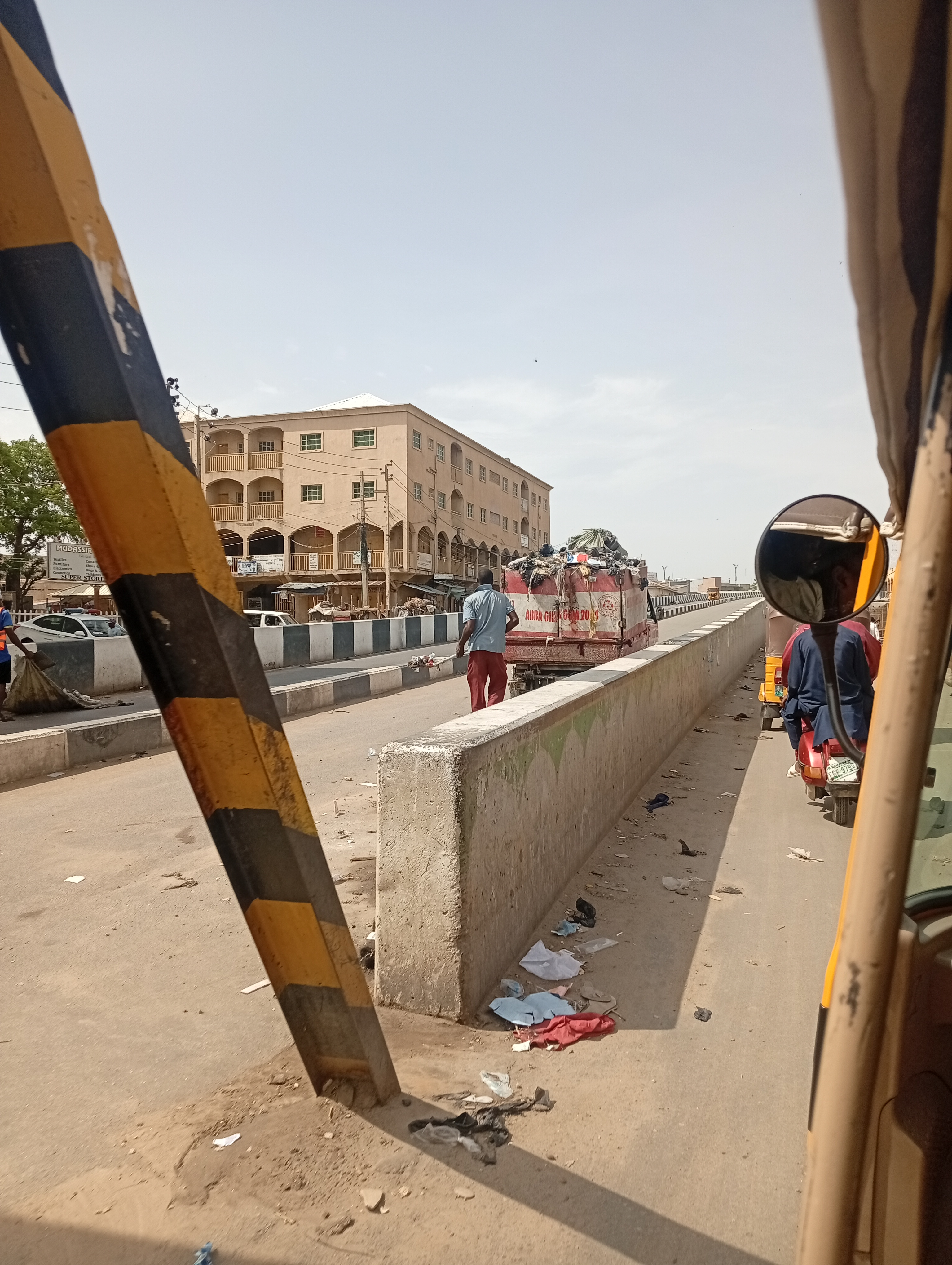
Ulice v Kanu

Město má stále dochovanou část svých původních hradeb, které byly zbudovány z hlíny a jejichž celková délka kdysi činila přes 19 kilometrů. Některé části ale mizí vinou živelné výstavby. Do města vedlo 18 bran, některé z nich jsou stále dobře viditelné. Mezi další zajímavé stavby patří Velká mešita (vybudována roku 1960) a Emírův palác. Pro návštěvníky je dostupné také Muzeum Makama. 
V Kanu se také nachází zoologická zahrada.

## Ekonomika
Město je tradičním hospodářským, kulturním a náboženským střediskem severní Nigérie, čemuž odpovídá i poměrně rozvinutá infrastruktura. Vysoce je zde nicméně rozšířená chudoba, mnohdy i děti žijí na ulici nebo lidé žebrají.
V Kanu se ještě před příchodem Britů vyráběly boty; v roce 1851 se zde vyprodukovalo na 10 milionů párů sandálů a 5 milionů párů bot z kůže, které byly vyváženy. Kromě toho se odsud vozily také potraviny a textil. 
Jižně od středu města se při hlavní dálnici do Kaduny nachází průmyslová zóna (Kano Economic City).
Nejznámější místní tržiště nese název Kurmi.

## Školství
V městě sídlí Univerzita Bayero a vedle ní ještě několik vysokých škol.

## Doprava

### Železniční doprava
S Lagosem jej spojuje železniční trať. Modernizována byla v roce 2014. Výhledově má být zbudována nová do města Kaduna. Vlaky z místního hlavního nádraží směřují do Lagosu na pobřeží moře i dalších měst Nigérie.
Ve výstavbě je moderní a vysokokapacitní železniční trať, která vzniká za pomoci Čínské lidové republiky a která bude ukončena jihozápadně od města v lokalitě Panshekara.

### Silniční doprava
Silniční síť tvoří nejen běžné ulice, ale i čtyřproudé městské dálnice, které jsou odděleny mimoúrovňovými křižovatkami. Hlavní dopravní uzly se nachází ve středu města, který se přesunul z původního historického centra během dějin k místnímu nádraží. 
Směrem na jih do města Kaduna vede komunikace podobná dálnici. V roce 2024 bylo oznámeno, že se má jednat o jednu z hlavních komunikací v zemi a její délka dosáhne 1000 km. I přes všechny investice ale dramatická rychlost růstu Kana do podoby několikamilionové metropole vyvíjí takový tlak na veškeré komunikace, kdy jsou časté dopravní zácpy a město je přelidněné.
Doprava je živelná; často nebezpečná, dochází k nehodám. Používány jsou různé druhy vozidel, včetně tříkolek, motocyklů apod. Parkování bývá často na kraji komunikací. Radnice Kana postavila ve snaze zvýšit bezpečnost v dopravě řadu podchodů.

### Letecká doprava
Vnitrostátní i mezinárodní dopravě slouží i zdejší letiště (Mallam Aminu Kano International Airport). Umístěno je několik kilometrů severně od středu města. To v roce 2009 odbavilo přes tři sta tisíc cestujících, čímž bylo čtvrté nejfrekventovanější v zemi co do obratu.

## Zdravotnictví

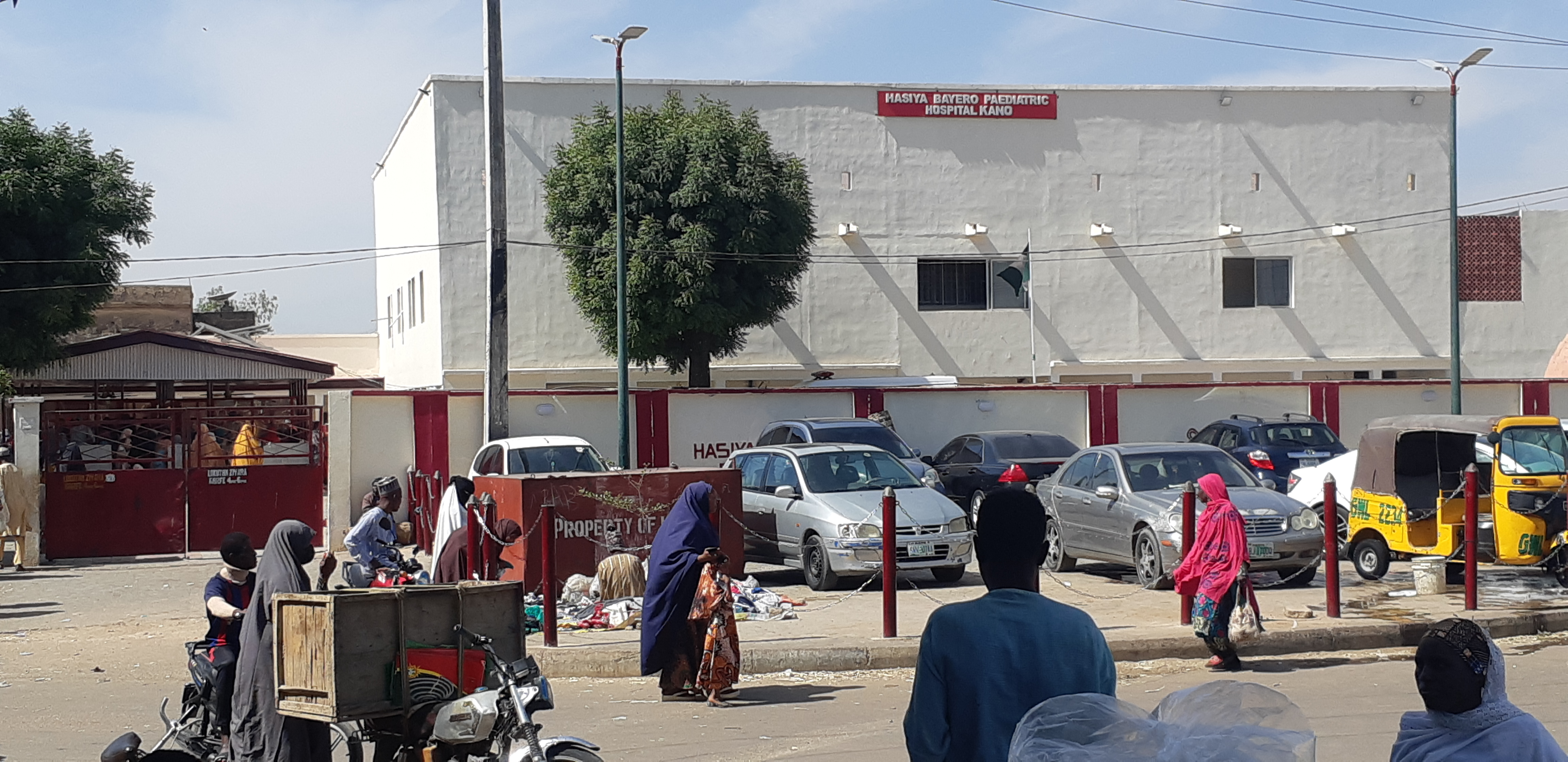
Pediatrická nemocnice v Kanu

V Kanu stojí nemocnice pro infekční nemoci. Léčeny jsou zde případy nemocí, které se v Nigérii stále vyskytují, jako je například cholera. V Kanu se také nachází (v severní části) Národní ortopedická nemocnice, 

## Bezpečnost
V minulosti bylo Kano častým cílem teroristických útoků organizace Boko Haram. Bezpečnostní situace se v 3. dekádě 21. století značně zlepšila.

## Životní prostředí
Dramatická urbanizace, rychlý rozvoj průmyslu a nedostatečná infrastruktura zde vytvářejí značný tlak na životní podmínky, který se projevuje vysokou mírou znečištění ovzduší a přítomností odpadků v ulicích. Rostoucí počet obyvatel znamená větší spotřebu vody, což vysušuje půdu a zvyšuje míru eroze. Přívalové deště v období kdy prší ucpávají poddimenzovanou kanalizaci a zaplavují ulice. Na zadržení vody z přívalových dešťů slouží retenční nádrže, které se nacházejí v blízkosti Kana, nicméně ty byly často zlikvidovány a nahrazeny zástavbou.[zdroj?]